# Departamento Molinos
Das Departamento Molinos liegt im Südwesten der Provinz Salta im Nordwesten Argentiniens und ist eine von 23 Verwaltungseinheiten der Provinz.
Es grenzt im Norden an das Departamento Cachi, im Osten und Süden an das Departamento San Carlos (Salta) und im Westen an das Departamento Los Andes und die Provinz Catamarca.
Die Hauptstadt des Departamento ist das gleichnamige Molinos.

## Geographie
Das Departamento Molinos liegt im Zentrum des Valle Calchaquí. Der Río Calchaquí durchfließt das Departamento von Norden nach Süden. Die wenigen fruchtbaren Zonen liegen in den Tälern der Wasserläufe des Río Calchaquí, Brealito, Luracatao, Colomé, Tacuil, Amaicha, de las Barrancas, Compuel und Pucará.

### Klima
Die jährliche Durchschnittstemperatur beträgt 14,8 Grad Celsius. Im Dezember steigt sie auf durchschnittliche 18,1 Grad Celsius und sinkt auf durchschnittliche 9,4 Grad Celsius im Juli.

## Städte und Gemeinden
Das Departamento Molinos ist in zwei Gemeinden (Municipios) aufgeteilt:
- Molinos
- Seclantás

Hinzu kommen folgende Siedlungen:
- Brealito mit seiner gleichnamigen Laguna (kleiner See)
- Colomé
- Luracatao
- Tacuil

## Wirtschaft
Die Viehwirtschaft beschränkt sich auf die Ziegenhaltung. Die Landwirtschaft konzentriert sich auf den Anbau von hochklassigen Hochlandweinen (Colomé, Tacuil) sowie Hafer, Paprika, Bohnen, Zwiebeln, Mais, Weizen und Gemüse. Zu den Bodenschätzen des Departamento gehören Blei, Zink, Silber und Magnesium.